# Mount Boswell
Mount Boswell är ett berg i Kanada.   Det ligger i provinsen Alberta, i den södra delen av landet, 2 900 km väster om huvudstaden Ottawa. Toppen på Mount Boswell är 1 936 meter över havet.
Terrängen runt Mount Boswell är bergig åt sydväst, men åt nordost är den kuperad. Trakten runt Mount Boswell är nära nog obefolkad, med mindre än två invånare per kvadratkilometer..
I omgivningarna runt Mount Boswell växer i huvudsak barrskog.